# Team DSM (Frauenradsport)/Saison 2022
Diese Liste beschreibt Die Mannschaft und die Siege des UCI Women’s WorldTeams DSM in der Saison 2022.

## Mannschaft
| Teamkader 2022          | Teamkader 2022     | Teamkader 2022         | Teamkader 2022                         |
| Name                    | Geburtsdatum       | Land                   | Vorheriges Team                        |
| ----------------------- | ------------------ | ---------------------- | -------------------------------------- |
| Francesca Barale        | 29. April 2003     | Italien                | VO2 Team Pink (2021)                   |
| Léa Curinier            | 21. April 2001     | Frankreich             | Arkéa Pro Cycling Team (2021)          |
| Pfeiffer Georgi         | 27. September 2000 | Vereinigtes Königreich | Jadan Weldtite (2018)                  |
| Megan Jastrab           | 29. Januar 2002    | Vereinigte Staaten     | Rally Cycling (2020)                   |
| Leah Kirchmann          | 30. Juni 1990      | Kanada                 | Optum-Kelly Benefit Strategies (2015)  |
| Franziska Koch          | 13. Juli 2000      | Deutschland            | Watersley International (2019)         |
| Charlotte Kool          | 6. Mai 1999        | Niederlande            | NXTG Racing (2021)                     |
| Juliette Labous         | 4. November 1998   | Frankreich             | VC Morteau Montbenoit (2016)           |
| Liane Lippert           | 13. Januar 1998    | Deutschland            |                                        |
| Floortje Mackaij        | 18. Oktober 1995   | Niederlande            |                                        |
| Esmée Peperkamp         | 23. Juli 1997      | Niederlande            | Loving potatoes-de Jonge Renner (2020) |
| Elise Uijen             | 23. Juni 2003      | Niederlande            |                                        |
| Lorena Wiebes           | 17. März 1999      | Niederlande            | Parkhotel Valkenburg (2020)            |
|                         |                    |                        |                                        |
| Quelle: ProCyclingStats |                    |                        |                                        |

## Siege
| Siege    | Siege                                                                 | Siege                  | Siege  | Siege           | Siege |
| Datum    | Rennen                                                                | Staat                  | Klasse | Siegerin        |       |
| -------- | --------------------------------------------------------------------- | ---------------------- | ------ | --------------- | ----- |
| 9. Mär.  | GP Oetingen                                                           | Belgien                | 1.1    | Lorena Wiebes   |       |
| 12. Mär. | Ronde van Drenthe                                                     | Niederlande            | 1.WWT  | Lorena Wiebes   |       |
| 16. Mär. | Nokere Koerse                                                         | Belgien                | 1.Pro  | Lorena Wiebes   |       |
| 6. Apr.  | Scheldeprijs women                                                    | Belgien                | 1.1    | Lorena Wiebes   |       |
| 7. Mai   | Grote Prijs Eco-Struct                                                | Belgien                | 1.1    | Charlotte Kool  |       |
| 22. Mai  | Vuelta a Burgos Féminas, Gesamtwertung                                | Spanien                | 2.WWT  | Juliette Labous |       |
| 27. Mai  | RideLondon Classique, 1. Etappe                                       | Vereinigtes Königreich | 2.WWT  | Lorena Wiebes   |       |
| 28. Mai  | RideLondon Classique, 2. Etappe                                       | Vereinigtes Königreich | 2.WWT  | Lorena Wiebes   |       |
| 29. Mai  | RideLondon Classique, Gesamtwertung                                   | Vereinigtes Königreich | 2.WWT  | Lorena Wiebes   |       |
| 29. Mai  | RideLondon Classique, 3. Etappe                                       | Vereinigtes Königreich | 2.WWT  | Lorena Wiebes   |       |
| 7. Jun.  | The Women’s Tour, 2. Etappe                                           | Vereinigtes Königreich | 2.WWT  | Lorena Wiebes   |       |
| 8. Jun.  | The Women’s Tour, 3. Etappe                                           | Vereinigtes Königreich | 2.WWT  | Lorena Wiebes   |       |
| 11. Jun. | The Women’s Tour, 6. Etappe                                           | Vereinigtes Königreich | 2.WWT  | Lorena Wiebes   |       |
| 26. Jun. | Deutsche Meisterschaften im Straßenradsport, Straßenrennen der Frauen | Deutschland            | CN     | Liane Lippert   |       |
| 7. Jul.  | Giro d'Italia Women, 7. Etappe                                        | Italien                | 2.WWT  | Juliette Labous |       |
| 14. Jul. | Baloise Ladies Tour, 1. Etappe                                        | Niederlande            | 2.1    | Lorena Wiebes   |       |
| 15. Jul. | Baloise Ladies Tour, 2. Etappe                                        | Niederlande            | 2.1    | Lorena Wiebes   |       |
| 16. Jul. | Baloise Ladies Tour, 3. a Etappe                                      | Niederlande            | 2.1    | Lorena Wiebes   |       |
| 17. Jul. | Baloise Ladies Tour, 4. Etappe                                        | Niederlande            | 2.1    | Lorena Wiebes   |       |
| 24. Jul. | Tour de France Femmes, 1. Etappe                                      | Frankreich             | 2.WWT  | Lorena Wiebes   |       |
| 28. Jul. | Tour de France Femmes, 5. Etappe                                      | Frankreich             | 2.WWT  | Lorena Wiebes   |       |
| 21. Aug. | European Road Cycling Championships - Women RR                        | Deutschland            | CC     | Lorena Wiebes   |       |
| 30. Aug. | Simac Ladies Tour, 1. Etappe                                          | Niederlande            | 2.WWT  | Lorena Wiebes   |       |
| 31. Aug. | Simac Ladies Tour, 2. Etappe                                          | Niederlande            | 2.WWT  | Lorena Wiebes   |       |
| 1. Sep.  | Simac Ladies Tour, 3. Etappe                                          | Niederlande            | 2.WWT  | Charlotte Kool  |       |
| 4. Sep.  | Simac Ladies Tour, Gesamtwertung                                      | Niederlande            | 2.WWT  | Lorena Wiebes   |       |
| 17. Sep. | Tour de la Semois, 2. Etappe                                          | Belgien                | 2.2    | Lorena Wiebes   |       |
| 4. Okt.  | Binche-Chimay-Binche féminin                                          | Belgien                | 1.1    | Lorena Wiebes   |       |